# Ivoy

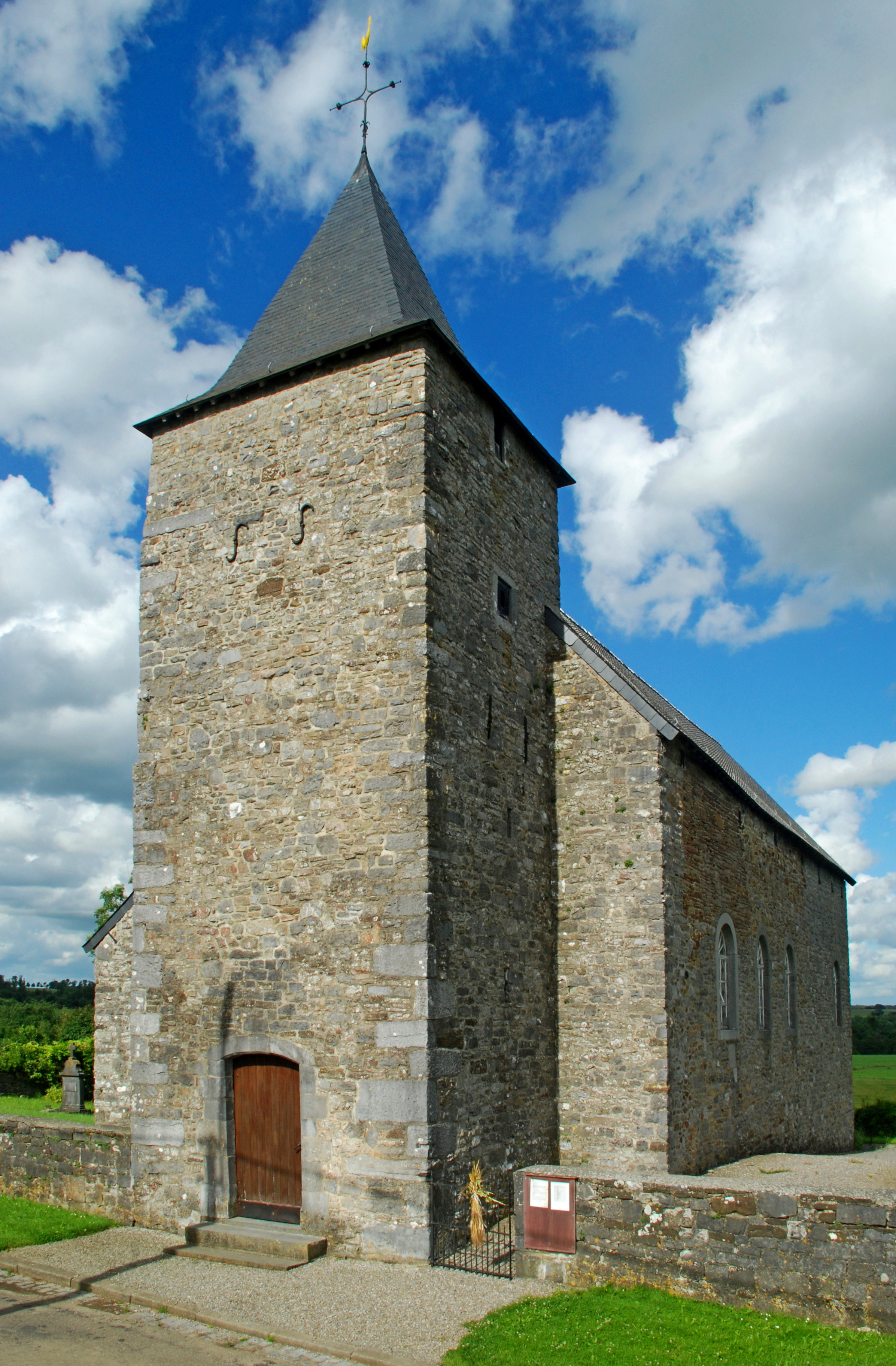
Sint-Martinuskerk van Ivoy

Ivoy is een gehucht in de Belgische plaats Maillen, dat behoort tot de gemeente Assesse (provincie Namen). Het gehucht bezit een beschermd monument, de Sint-Martinuskerk, een romaanse kerk uit de 11e eeuw.